# Кандідо Сібіліо
Кандідо Сібіліо (3 жовтня 1958 — 10 серпня 2019) — домінікано-іспанський баскетболіст і тренер.
Учасник Олімпійських Ігор 1980 року. Срібний призер Чемпіонату Європи 1983 року. Переможець Центробаскет 1977 року.
Під час кар’єри професійного гравця в клубі, Сібіліо, який був добре відомий як чудовий триочковий гравець, виграв клубний чемпіонат світу ФІБА в 1985 році та чемпіонат з Суперкубка Європи в 1986 році. Він також був фіналістом Євроліги в 1984 році.
У складі національної збірної Іспанії він брав участь у чоловічому турнірі на Московських літніх Олімпійських іграх 1980 року.

## Ранні роки і юнацька кар'єра
Сібіліо народився і виріс у Домініканській Республіці. Він брав участь у змаганнях молодіжних команд з бейсболу та баскетболу. У лютому 1976 року, у віці 17 років, він переїхав до Іспанії. Приблизно через рік, 16 червня 1977 року, він отримав іспанське громадянство. З молодіжною командою «Барси» він виграв Чемпіонат світу ISF у 1977 році.

## Професійна кар'єра
Під час професійної клубної кар'єри, Сібіліо грав за іспанський клуб "Барселона" з 1976 по 1989 рік. У складі «Барселони» він п’ять разів вигравав чемпіонат Іспанії в прем'єр-лізі й чемпіонат Іспанії ACB у 1981, 1983, 1987, 1988 та 1989 роках. З «Барселоною» він також вісім разів виграв Кубок Іспанії (1978, 1979, 1980, 1981, 1982, 1983, 1987 і 1988) і Суперкубок Іспанії в 1987 році.
З «Барселоною» в міжнародних клубних змаганнях він виграв чемпіонат 2-го європейського рівня Кубок Сапорти ФІБА в сезонах 1984–85 рр. і 1985–86 рр., а також чемпіонат 3-го європейського рівня Кубок Корача ФІБА, в сезоні 1986–87 рр.. Він також виграв Суперкубок Європи в 1986 році та чемпіонат світу ФІБА в 1985 році. Йому так і не вдалося виграти європейський турнір найвищого рівня, Євролігу, однак він зіграв у фіналі Євроліги в сезоні 1983–84 рр. і у фіналі Євроліги 1989 року.
Сібіліо також грав в іспанському клубі «Басконія» та завершив кар’єру гравця в клубі після сезону 1992–1993 років у чемпіонаті Іспанії.

## Кар'єра в національній збірній

### Домініканська республіка
Сібіліо був членом старшої чоловічої збірної Домініканської Республіки. У складі Домініканської Республіки він грав на Центробаскет ФІБА 1975 року, та Центробаскет ФІБА 1977 року, де виграв золоту медаль.

### Іспанія
Сібіліо також був членом старшої чоловічої збірної Іспанії. Зі збірною командою Іспанії він грав на таких великих міжнародних турнірах ФІБА: Літні Олімпійські ігри 1980, Чемпіонат Європи з баскетболу 1981, Чемпіонат світу з баскетболу 1982, Чемпіонат Європи з баскетболу 1983, Чемпіонат Європи з баскетболу 1985, Чемпіонат світу з баскетболу 1986 та Чемпіонат Європи з баскетболу 1987.
Він виграв срібну медаль у складі Іспанії на Чемпіонаті Європи з баскетболу 1983 року. У складі національної збірної Іспанії він зіграв 87 матчів, у яких набрав 1324 очки, в середньому набираючи 15,2 очка за гру.

## Смерть
Сібіліо помер 10 серпня 2019 року у власності, якою він володів в Сан-Грегоріо-де-Нігуа, на південному узбережжі Домініканської Республіки.